# Achey
Achey ist eine Gemeinde im französischen Département Haute-Saône in der Region Bourgogne-Franche-Comté.

## Geographie
Achey liegt auf einer Höhe von 233 m über dem Meeresspiegel, 15 Kilometer nördlich von Gray und etwa 50 Kilometer nordwestlich der Stadt Besançon (Luftlinie). Das Dorf erstreckt sich im Westen des Départements, in der Plateaulandschaft nordwestlich des Saônetals, an einem leicht nach Süden geneigten Hang über der Niederung des Flusses Salon.
Die Fläche des 7,05 km² großen Gemeindegebiets umfasst einen Abschnitt im Bereich des Plateaus nördlich des Saônetals. Von Westen nach Osten wird das Gebiet von der Talniederung des Salon durchquert, der für die Entwässerung zur Saône sorgt. Die Talaue liegt durchschnittlich auf 210 m und weist eine Breite von maximal einem Kilometer auf. Flankiert wird das Tal auf beiden Seiten von einem Plateau, das eine durchschnittliche Höhe von 250 m erreicht. Diese Hochfläche besteht aus einer Wechsellagerung von kalkigen und sandig-mergeligen Sedimenten der oberen Jurazeit und des Tertiärs. In der Talniederung und auf dem Plateau herrscht landwirtschaftliche Nutzung vor. Im Süden reicht der Gemeindeboden bis in den Bois d'Écot (bis 250 m). Nach Norden erstreckt sich das Areal über die Hochflächen von Les Chaillots und Grand Mouéron. Untergliedert wird das Plateau durch ein Trockentalsystem (Combe du Ru, Grandes Combes), das zum Einzugsgebiet des Salon gehört. Mit 258 m wird auf einer Anhöhe östlich der Grandes Combes die höchste Erhebung von Achey erreicht. 
Nachbargemeinden von Achey sind Courtesoult-et-Gatey im Norden, Delain im Osten, Montot im Süden sowie Framont im Westen.

## Geschichte
Das Gemeindegebiet von Achey war schon sehr früh besiedelt. Es wurden Keramikfragmente aus der gallorömischen Zeit sowie ein Sarkophag aus der Merowingerzeit gefunden. Achey wird als Ache,  Aiche, Aichey, Acheium und Acheyo erwähnt. Vermutlich wurde der Ort bereits 880 von den Normannen zerstört. Im Mittelalter gehörte Achey zur Freigrafschaft Burgund und darin zum Gebiet des Bailliage d’Amont. Die Adelsfamilie von Achey ist seit dem Jahr 1137 belegt, doch auch das Kloster Theuley hatte Grundbesitz und Rechte im Ort. Es unterhielt bis 1772 ein Schmiedewerk. Zusammen mit der Franche-Comté gelangte das Dorf mit dem Frieden von Nimwegen 1678 definitiv an Frankreich. Heute ist Achey Mitglied des 42 Ortschaften umfassenden Gemeindeverbandes Communauté de communes des Quatre Rivières.

## Sehenswürdigkeiten
Die Kirche Saint-Martin zeigt verschiedene Stilformen. Der gotische Chorraum aus dem 14. Jahrhundert bildet den ältesten Teil, er enthält Fresken aus dem 15. Jahrhundert. Das Schiff und der Glockenturm im Imperialstil stammen aus dem 18. Jahrhundert. Im Dorfzentrum stehen ein Calvaire und ein Lavoir aus dem 19. Jahrhundert, das einst als Waschhaus und Viehtränke diente. Vom ehemaligen Herrschaftssitz sind nur noch Ruinen erhalten.

## Bevölkerung
| Jahr                       | 1962 | 1968 | 1975 | 1982 | 1990 | 1999 |
| Einwohner                  | 95   | 94   | 75   | 74   | 63   | 55   |
| Quellen: Cassini und INSEE |      |      |      |      |      |      |

Mit 70 Einwohnern (1. Januar 2022) gehört Achey zu den kleinsten Gemeinden des Département Haute-Saône. Während des gesamten 20. Jahrhunderts wurde ein Bevölkerungsrückgang verzeichnet (1891 wurden noch 184 Personen gezählt).

## Wirtschaft und Infrastruktur
Achey ist noch heute ein vorwiegend durch die Landwirtschaft (Ackerbau, Obstbau und Viehzucht) geprägtes Dorf. Außerhalb des primären Sektors gibt es nur sehr wenige Arbeitsplätze im Ort. Einige Erwerbstätige sind auch Wegpendler, die in den größeren Ortschaften der Umgebung ihrer Arbeit nachgehen.
Die Ortschaft liegt abseits der größeren Durchgangsachsen an einer Departementsstraße, die von Dampierre-sur-Salon nach Champlitte führt. Weitere Straßenverbindungen bestehen mit Oyrières und Courtesoult.